# Pompon (Uniform)

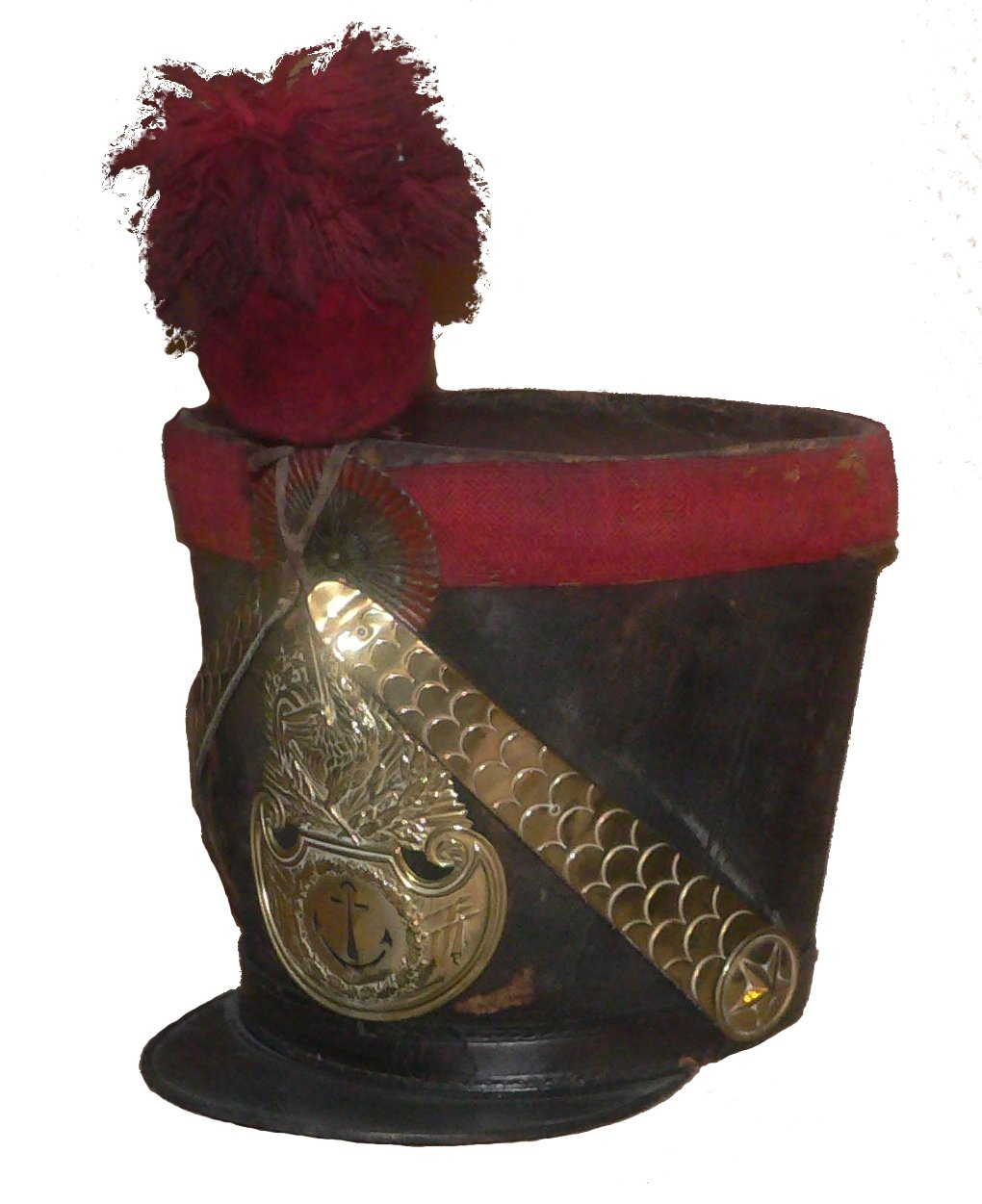
Tschako eines französischen Marineinfanteristen von 1829 mit Pompon

Ein Pompon ist ein wollener Knauf an militärischen Kopfbedeckungen. Er kam etwa zur Zeit der Koalitionskriege auf und wurden meist vorne am Tschako befestigt. Bei Tschapka oder Raupenhelm wurde der Pompon in der Regel seitlich getragen. Neben der ornamentiven Funktion diente der Pompon auch dazu, durch seine Farbe die Zugehörigkeit des Trägers zu einem Truppenteil anzuzeigen. In der Regel wurden so die Kompanie innerhalb eines Verbandes unterschieden oder Elitekompanien wie Grenadiere und Voltigeure gekennzeichnet, während die Unterscheidung der Regimenter selbst meist durch entsprechende farbliche Abzeichen am Uniformrock erfolgte. Gelegentlich wurde auch ein Federbusch oder -stutz über dem Pompon getragen. Von den meisten Felduniformen verschwand der Pompon spätestens im Ersten Weltkrieg, doch französische Marine und schottische Truppen der British Army trugen noch im Zweiten Weltkrieg den Pompon dazu an Matrosenmütze bzw. Barett. An Paradeuniformen einiger Streitkräfte findet man ihn noch heute.

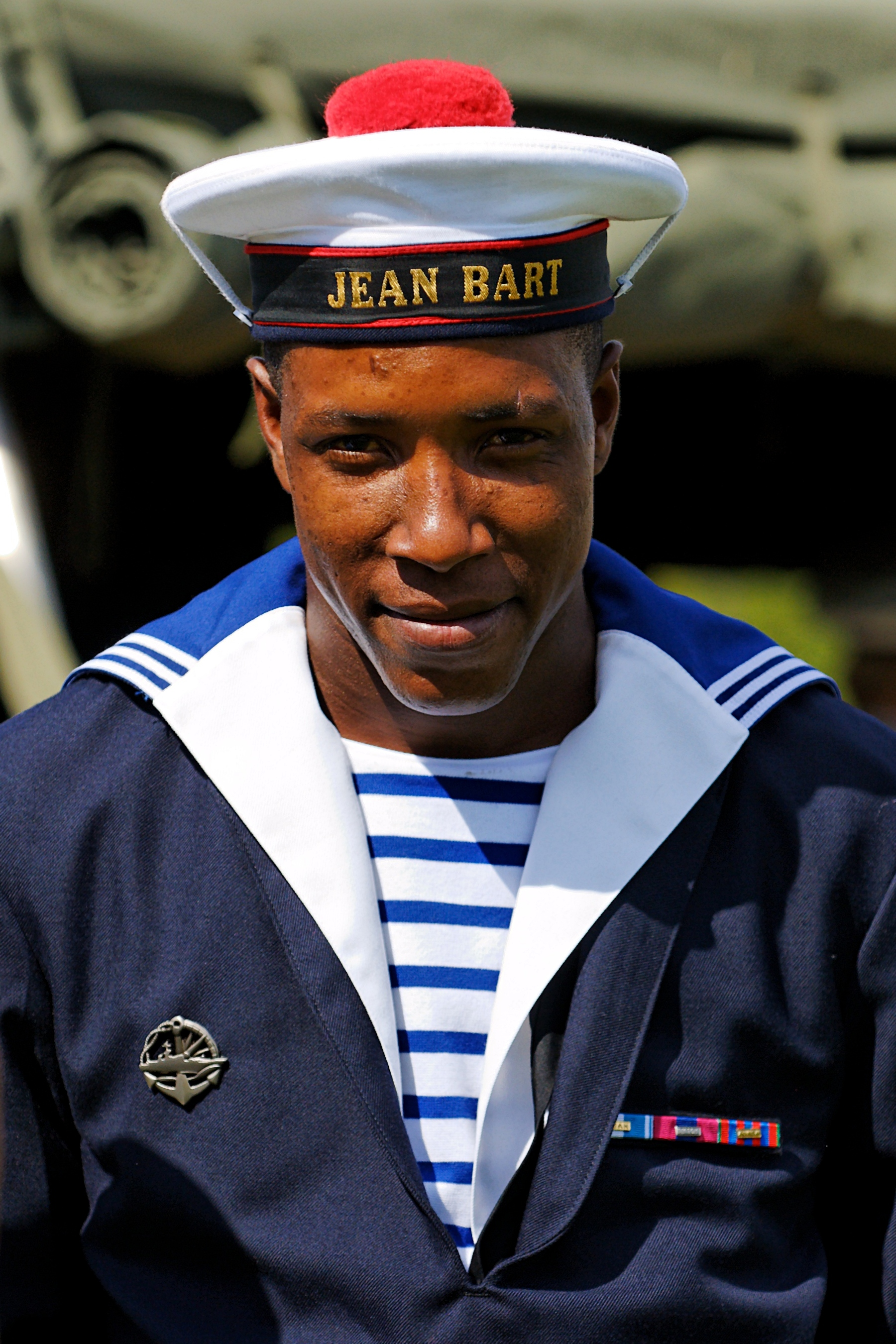
Matrose der französischen Fregatte Jean Bart am 14. Juli 2008

An Zivilkleidung werden Pompons als Bommel oder Bollen bezeichnet. 